# Padre Kino (Baja California)
Padre Kino es una localidad del estado mexicano de Baja California. Es parte del municipio de San Quintín.

## Toponimia
El nombre de la localidad rinde homenaje a Eusebio Francisco Kino, misionero jesuita dedicado a la evangelización en la región de California y Sonora.

## Demografía
| Gráfica de evolución demográfica |
|                                  |

| Censo | Población |
| ----- | --------- |
| 1960  | 80        |
| 1970  | 108       |
| 1980  | 323       |
| 1990  | 558       |
| 2000  | 658       |
| 2010  | 735       |
| 2020  | 2 754     |